# Ibn Kajjim al-Dżauzijja
Ibn Kajjim al-Dżauzijja (1292–1350) – teolog i prawnik ze szkoły hanbalickiej, zajmował się także mistyką; od 1313 uczeń Ibna Tajmijji, dzięki zdolnościom kaznodziejskim przyczynił się znacznie do upowszechniania poglądów swojego nauczyciela – głosił nawrót do Koranu i tradycji; jest autorem wielu traktatów, w których poruszał głównie problemy natury politycznej i prawnej, np. At-Turuk al-hikmijja fi as-sijasa asz-szarijja (Drogi mądrości w polityce prawnej); tematyce ściśle religijnej poświęcone jest jego eschatologiczne dzieło Kitab ar-ruh (Księga o duszy).